# Еупареуния
Еупареунията e едновременно достигане до оргазъм между двама души по време на секс. Това условие обикновено се смята за най-желано и за признак за съвършената сексуалната хармония между партньорите. Смята се, че съществува разлика в степента и времето на постигане на едновременен оргазъм между различните типове двойки – хетеро и хомосексуалните такива. Всичко това произхожда от особеностите на сексуалното общуване при видовете категории сексуални партньори.
Тъй като макар и желан резултат от половата игра, еупареунията е труднодостижима, в различните двойки, честотата на такъв тип оргазъм варира.
Не всички жени и, от своя страна, една жена не винаги е способна да достигне сексуален разряд от оргазмен тип (особено страдащите от аноргазмия, фригидност, вагинизъм), а следователно и да се говори за еупареуния в дадена двойка по принцип се оказва неуместно. Друг важен фактор за липсата на еупареуния, при функциониращ екзактно полов апарат при жената е невъзможността на мъжа да възбуди в достатъчна степен половата партньорка, както и наличието на т.нар. сексуален егоизъм от страна на мъжа, за когото с достигане на собствения оргазъм се прекратяват сексуалните действия между партньорите. Тук може да се отнесе и проблемът за преждевременната еякулация, която води до преждевременен и бърз оргазъм при мъжа и съответно спиране на сексуалната пенилна активност. Според много сексолози най-точният метод да се достигне състояние на еупареуния е то да не се търси изрично, а партньорите просто да се наслаждават на еротичните изживявания.[източник? (Поискан днес)]